# Paulinho Cascavel
Paulinho Cascavel, bürgerlich Paulo Roberto Bacinello, (* 29. September 1959 in Cascavel) ist ein ehemaliger brasilianischer Fußballspieler.

## Sportlicher Werdegang
Paulinho Cascavel begann mit dem Fußballspielen beim Cascavel EC in seiner Heimatstadt. Nach seinem Wechsel zum Criciúma EC erhielt er aufgrund der Gebräuchlichkeit seines Namens den Heimatort als Spitznamen. Über Joinville EC und Fluminense FC kam er Anfang 1985 zum FC Porto nach Europa. Hier konnte er sich jedoch nicht durchsetzen und zog trotz Gewinn der Meisterschaft am Ende der Primeira-Divisão-Spielzeit 1984/85, zu der er nur mit einem Spieleinsatz beigetragen hatte, nach einem halben Jahr innerhalb der Primeira Divisão zu Vitória Guimarães weiter. Mit 25 Saisontreffern führte er den Klub am Ende der Spielzeit 1985/86 in den Europapokal, im UEFA-Pokal 1986/87 scheiterte die Mannschaft erst im Viertelfinale am deutschen Vertreter Borussia Mönchengladbach. Mit fünf Treffern im Wettbewerb wurde er dabei neben Peter Houtman vom FC Groningen, Wim Kieft vom AC Turin und Jari Rantanen vom späteren Titelträger IFK Göteborg Torschützenkönig. Parallel reüssierte er auch in der Meisterschaft als regelmäßiger Torschütze und krönte sich in der Spielzeit 1986/87 mit 22 Saisontoren zum Torschützenkönig in Portugal. 
Im Sommer 1987 wechselte Paulinho Cascavel daraufhin zu Sporting Lissabon, wo er unter Trainer Keith Burkinshaw mit dem Supercup 1987 – beim 3:0-Hinspielerfolg gegen Benfica Lissabon gehörte er neben dem ebenso beim 1:0-Rückspielsieg erfolgreichen Silvinho sowie dem Eigentorschützen Edmundo zu den Torschützen – seinen einzigen Titel gewann und in der Spielzeit 1987/88 mit 23 Saisontoren den Titel als Torschützenkönig verteidigte. Auch im Europapokal war er weiterhin als Torschütze erfolgreich, während der Klub das gegen Atalanta Bergamo verlorenen Viertelfinale im Europapokal der Pokalsieger 1987/88 erreichte, erzielte er mit sechs Toren auch hier die meisten. Ab 1989 rückte er zunehmend ins zweite Glied, so dass er sich 1990 vom Klub verabschiedete und beim Aufsteiger Gil Vicente FC die Karriere ausklingen ließ.
Sein in Portugal geborener Sohn Guilherme Capra Bacinello, der ebenfalls Cascavel als Spitzname erhielt, wurde später auch Profifußballer.

## Erfolge
Joinville
- Staatsmeisterschaft von Santa Catarina: 1984

Fluminense
- Staatsmeisterschaft von Rio de Janeiro: 1984

Porto
- Primeira Liga: 1984/85

Sporting
- Portugiesischer Fußball-Supercup: 1987

Auszeichnungen
- Torschützenkönig Primeira Liga: 1986/87, 1987/88